# José Luis Tamayo
José Luis Tamayo Terán (Santa Elena, 29 de julho de 1858 – Guayaquil, 7 de julho de 1947) foi um advogado e político equatoriano. Ocupou o cargo de presidente de seu país entre 1 de setembro de 1920 e 31 de agosto de 1924.
Entre as ações de Tamayo no cargo estava a promulgação dos primeiros regulamentos do Equador com relação à indústria do petróleo, embora a lei tivesse pouco efeito prático. Ele também foi ativo no estabelecimento de taxas de vice a fim de financiar programas para conter a propagação de doenças venéreas entre as prostitutas de Quito.